# Tabanus mucronatus
Tabanus mucronatus är en tvåvingeart som beskrevs av David Fairchild 1961. Tabanus mucronatus ingår i släktet Tabanus och familjen bromsar. Inga underarter finns listade i Catalogue of Life.